# Cryptus scrutator
Cryptus scrutator är en stekelart som beskrevs av Woldstedt 1877. Cryptus scrutator ingår i släktet Cryptus och familjen brokparasitsteklar. Inga underarter finns listade i Catalogue of Life.